# Brixius van Tours
Brixius van Tours, ook Brictius van Tours (Tours, ca. 370 – aldaar, 444) is een katholieke, orthodoxe en Anglicaanse heilige. Brixius was een Frankische bisschop van de stad Civitas Turonum (Tours) in Gallië. Zijn naamdag valt op 13 november.

## Levensloop

### Jeugd
Brixius werd eind vierde eeuw geboren in Tours. Volgens de legende was hij een wees, een straatjongen, die uit de goot werd opgevist door Martinus van Tours (later vereerd als Sint-Maarten), de toenmalige bisschop van de stad. Hij had een goddelijke ingeving gehad waarin hij voorzag dat Brixius op een dag zijn opvolger zou worden.
Martinus plaatste hem in het klooster van Marmoutier, waar hij een opleiding genoot om tot de clerus toe te treden. Maar Brixius bleef een lastpost, en gedurende zijn opleiding kweekte hij enkele vijanden. Na zijn opleiding verliet hij het klooster en nam hij een eerder profane levensstijl aan, door in een huis met mooie paardenstallen te gaan wonen en slaven te houden.
Toch duidde Martinus Brixius aan als zijn opvolger, zeer tot ongenoegen van de lokale hogere clerus en patriciërs, die hun eigen kandidaat naar voor wilden schuiven. Toen Martinus in 397 overleed, werd Brixius dus de nieuwe bisschop van Tours.

### Mirakels
Brixius gaf zijn leven een radicale wending en zette zich de volgende jaren naar vermogen in voor zijn gemeenschap. Toch herviel hij soms in oude gewoontes en bleven bepaalde vetes en rancune sluimeren, waardoor hij na 33 jaar episcopaat het slachtoffer werd van een lastercampagne: men beschuldigde hem ervan een kind verwekt te hebben bij een inwonende dienstmaagd.
Om zijn onschuld te bewijzen, nam Brixius zijn toevlucht tot een godsoordeel. Hij liet het kind waarvan hij de zogenaamde vader was brengen en vroeg het, voor een zaal vol getuigen, of hij zijn vader was. Het nog maar één maand oude kind antwoordde met een perfecte volzin: 'Gij zijt mijn vader niet.' Een dergelijke stunt was alleen maar verklaarbaar dankzij een goddelijke interventie, dus Brixius moest wel onschuldig zijn.
Sommigen bleven sceptisch. Daarom nam Brixius zijn toevlucht tot een tweede godsoordeel: de vuurproef. Hij nam een handvol gloeiende kolen, wikkelde die in zijn soutane en stapte ermee naar het graf van Martinus om ze daar uit te storten. Zijn handen waren niet verbrand en zijn soutane was ongeschonden gebleven: alweer een voorbeeld van goddelijke interventie.
Nog volstonden de mirakels niet voor de bevolking van Tours, waarop Brixius uit de stad verjaagd werd en naar Rome trok. Intussen probeerden zijn tegenstanders een zekere Justinianus op de bisschopstroon te krijgen, maar deze kandidaat overleed kort daarop. Uiteindelijk werd Armenius de nieuwe bisschop van Tours.
Na zeven jaar boetedoening keerde Brixius terug naar Tours. Tegen dan had hij de paus overtuigd van zijn onschuld waardoor hij van het hoogste kerkelijke gezag toestemming had gekregen om zijn bisschopsambt terug op te nemen. Toen hij in 440 door de poort van zijn thuisstad reed, werd volgens de legende op hetzelfde moment het lichaam van Armenius door de andere stadspoort ten grave gedragen.
Brixius bleef bisschop tot aan tot zijn dood in 444. Hij nam het ambt nu waar met zoveel nederigheid en waardigheid dat hij al tijdens zijn leven vereerd werd als heilige.

## Relieken
Het gebeente van Brixius werd begraven in Tours naast dat van zijn beschermheer, Martinus van Tours. Gregorius van Tours liet het in 580 overbrengen naar Clermont-Ferrand. Het werd rond 1413 geïntegreerd in een zilveren reliekschrijn, die compleet teloorging door toedoen van de hugenoten (1562).
Andere relieken zouden in Italië terecht zijn gekomen. Met name in de San Michele Maggiore van Pavia wordt Brixius vereerd, hoewel sinds 1863 duidelijk is dat het geen authentieke relikwie betreft. In het dorp Calimera, dat ook enkele resten claimt, bestaat nog een levendige Brixiustraditie.

## Patroon
Aangezien Sint-Brixius tot tweemaal toe zijn toevlucht tot een godsoordeel heeft genomen, is hij de patroonheilige van de rechters geworden.

## Brixius in België
De Belgische Sint-Brixiusparochies zijn Marke, Ooigem (Bisdom Brugge), Sint-Brixius-Rode (Vicariaat Vlaams-Brabant en Mechelen), Sibret, Moinet, Hodister (Bisdom Namen), Homburg, Hollogne-sur-Geer (Bisdom Luik), Wez-Velvain, Ville-Pommeroeul, Nouvelles, Doornik, Roisin, Aulnois, Orroir (Bisdom Doornik) en Schalkhoven (Bisdom Hasselt).
Vaak zijn Sint-Brixiusparochies een satelliet van een Sint-Martinusparochie.